# Matteo Gabbia
Matteo Gabbia (ur. 21 października 1999 w Busto Arsizio) – włoski piłkarz występujący na pozycji środkowego obrońcy. Jest wychowankiem Milanu.

## Styl gry
Środkowy obrońca o dobrych warunkach fizycznych. Na poziomie młodzieżowym występował również często jako defensywny pomocnik.

## Kariera

### Kariera klubowa

#### Milan i wypożyczenie do Lucchese
Wychowanek młodzieżowej akademii Milanu, gdzie zadebiutował w pierwszej drużynie 24 sierpnia 2017 roku w wieku 17 lat, rozpoczynając drugą połowę meczu trzeciej rundy kwalifikacyjnej Ligi Europy, ze Szkendija Tetowo. Mediolańczycy wygrywają ten mecz 1:0. Jest to jedyny występ w tym sezonie w pierwszym zespole, pozostałą część sezonu kontynuuje grę dla Primavery Milanu.
W dniu 31 sierpnia 2018 roku został wypożyczony do występującego w Serie C, Lucchese. 27 września strzelił pierwszego gola w swojej karierze w zremisowanym meczu u siebie z Carrarese. Wystąpił łącznie w 29 ligowych występów w drużynie z Toskanii, zdobywając jedną bramkę.

#### Powrót do Mediolanu
W sezonie 2019/2020 wrócił do Milanu. Pierwszy mecz w sezonie rozegrał 15 stycznia 2020 roku w 1/8 finału Coppa Italia przeciwko SPAL (3-0), zastępując Simona Kjæra na osiem minut przed końcem meczu. Zadebiutował w Serie A 17 lutego w wygranym 1:0 u siebie meczu z Torino, wchodząc za kontuzjowanego Kjæra w 44. minucie. W kolejnym meczu, zremisowanym 1:1 z Fiorentiną, po raz pierwszy wystąpił w wyjściowym składzie, grał do 74. minuty zostając zmienionym przez Mateo Musacchio. 28 lutego przedłużył kontrakt z drużyną Rossoneri do 2024 roku. Dzięki olbrzymiej liczby kontuzji w drużynie zbiera cenne występy na poziomie pierwszej drużyny i kończy sezon 9 ligowymi występami.
Kontynuował dość regularne występy w sezonie 2020/2021, do czasu kontuzji lewego kolana, która miała miejsce w grudniu 2020.
W sezonie 2021/2022 zaliczył 8 występów w Serie A i przyczynił się jako drugoplanowa postać do zdobycia mistrzostwa Włoch.
25 października 2022 roku strzelił swojego pierwszego gola dla Milanu w Lidze Mistrzów UEFA, otwierając wynik w wygranym 4:0 meczu z Dinamo Zagrzeb.

#### Villarreal
W lipcu 2023 ogłoszono, że Matteo Gabbia został wypożyczony z AC Milanu do Villarrealu do końca sezonu 2023/2024.

### Kariera reprezentacyjna
W 2018 roku grał w Mistrzostwach Europy U-19 Włoch, zajmując drugie miejsce.
W 2019 roku został powołany przez trenera Paolo Nicolato na mistrzostwa świata do lat 20 w Polsce, w których rozegrał wszystkie siedem meczów w barwach reprezentacji Włoch, turniej wraz z drużyną zakończył na czwartym miejscu.
W reprezentacji U-21 zadebiutował 6 września 2019 roku w wygranym 4:0 meczu towarzyskim z Mołdawią w Katanii. 12 listopada 2020 Gabbia był kapitanem w wygranym 2:1 wyjazdowym meczu z Islandią. Nosił również opaskę kapitańską w meczach przeciwko innym drużynom młodzieżowym, chociażby w meczu z Luksemburgiem, zakończonym wynikiem 4-0. W marcu 2021 wziął udział w fazie grupowej mistrzostw Europy do lat 21 i zakończył swoją przygodę z Azzurri 7 występami.

## Sukcesy

### Klub
- Mistrzostwo Włoch: 1

AC Milan: 2021/2022